# زوزدلینا
زوزدلینا (به بلغاری: Zvezdelina) یک منطقهٔ مسکونی در بلغارستان است که در شهرستان کاردژالی واقع شده‌است.